# Hvozd (district de Prostějov)
Pour les articles homonymes, voir Hvozd.
Hvozd (en allemand : Hwost) est une commune du district de Prostějov, dans la région d'Olomouc, en République tchèque. Sa population s'élevait à 656 habitants en 2023.

## Géographie
Hvozd se trouve à 5,3 km au nord-nord-est du centre de Konice, à 23 km au nord-ouest de Prostějov, à 25 km à l'ouest-sud-ouest d'Olomouc et à 185 km à l'est-sud-est de Prague.

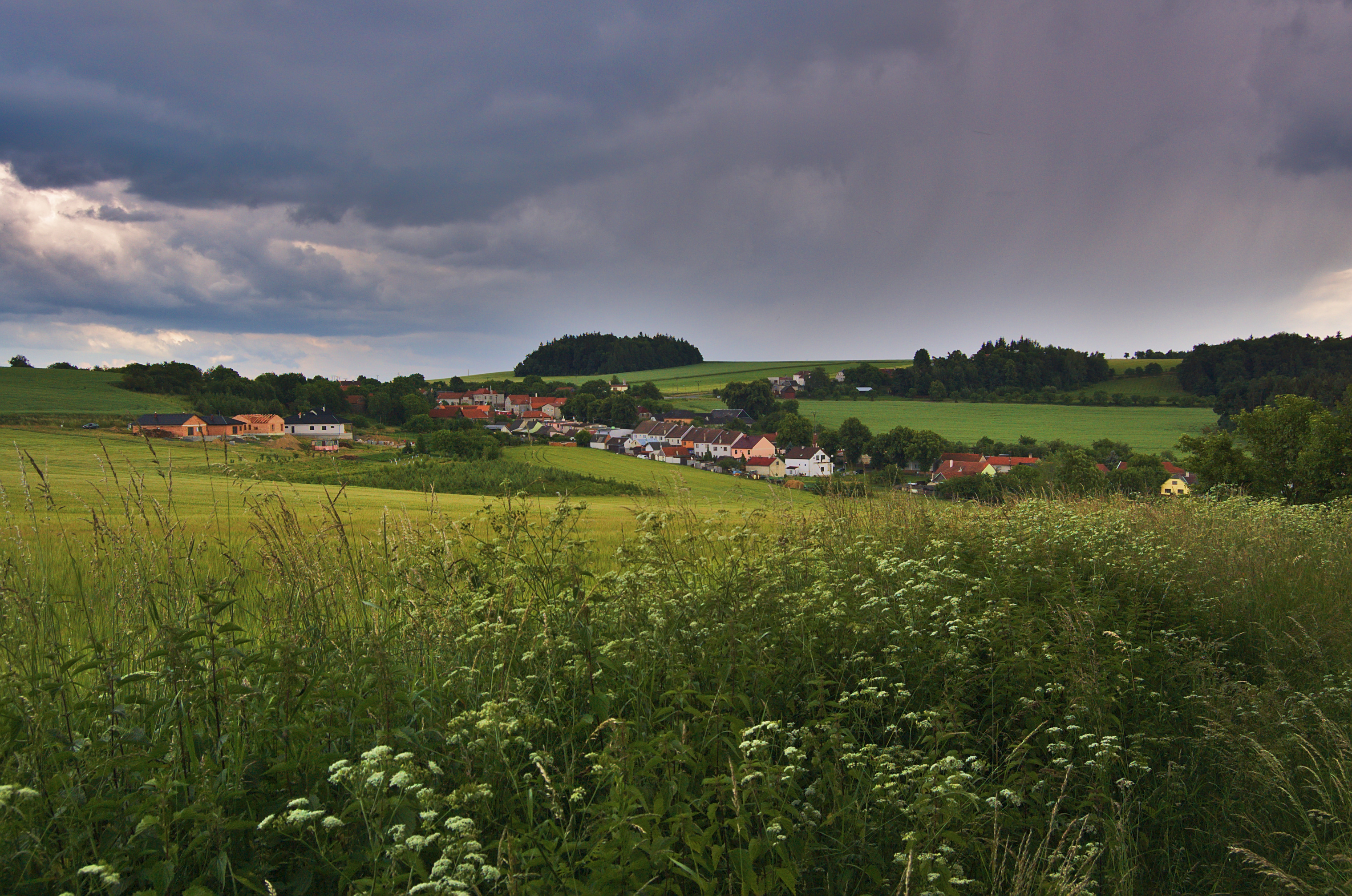
Vue générale de Hvozd.
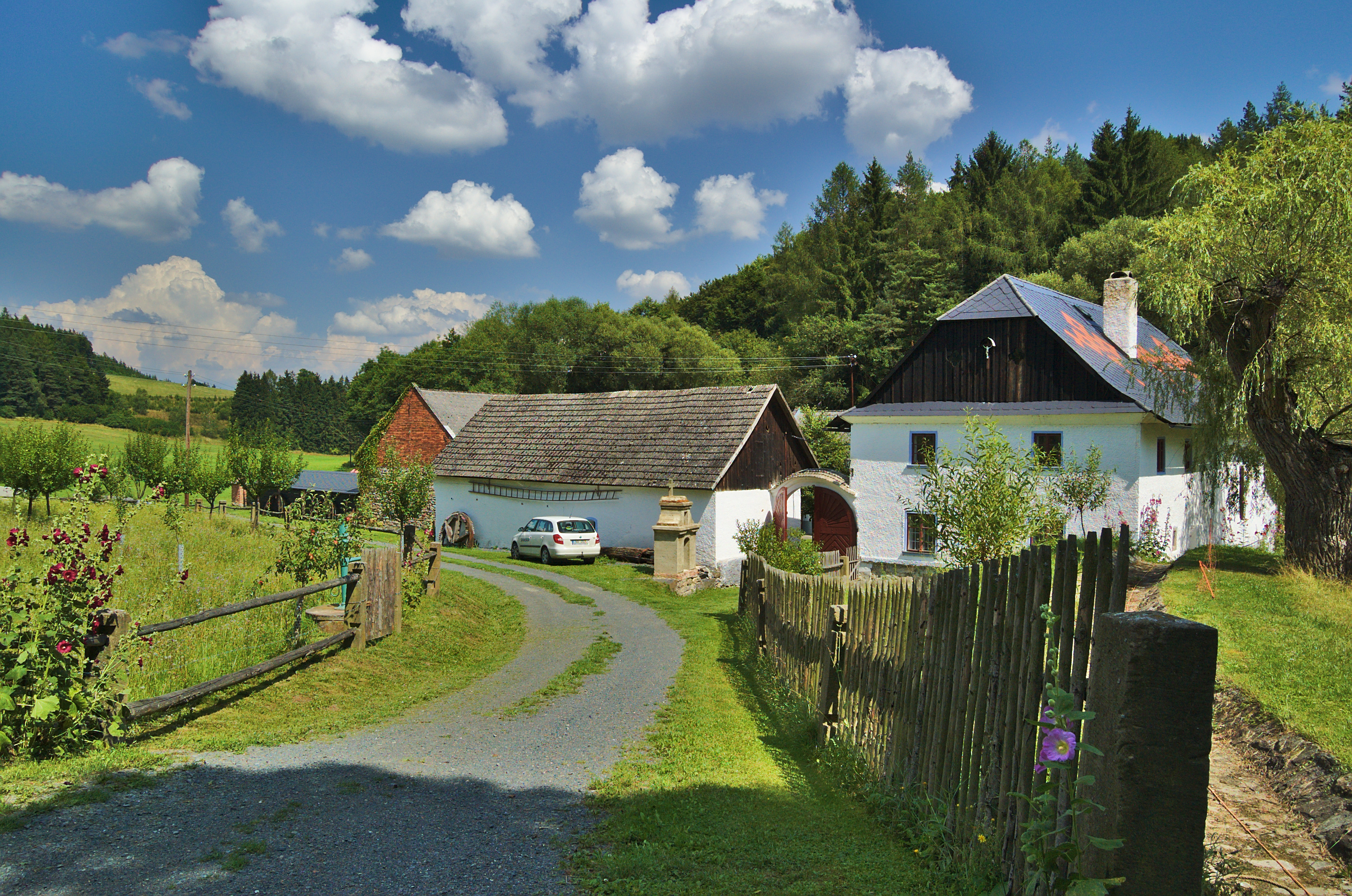
Moulin de Hvozd.

La commune est limitée par Bouzov au nord, par Luká au nord-est et à l'est, par Polomí, Hačky et Rakůvka à l'est, par Ochoz au sud, et par Březsko et Ludmírov à l'ouest.

## Histoire
La première mention écrite de la localité date de 1353.

## Administration
La commune se compose de quatre sections :
- Hvozd
- Klužínek
- Otročkov
- Vojtěchov

## Transports
Par la route, Hvozd se trouve à 6 km de Konice, à 28 km de Prostějov, à 29 km d'Olomouc et à 235 km de Prague.